# Rudolf II. (Baden)
Rudolf II. von Baden († 14. Februar 1295) war der zweite Sohn des Markgrafen von Baden Rudolf I. und dessen Frau Kunigunde von Eberstein aus dem Ebersteiner Adelsgeschlecht. Bis zum Tode seines Vaters hatte er den Beinamen der Jüngere, nach dessen Ableben zur Unterscheidung von seinem Bruder Rudolf III., dem jüngsten Sohn Rudolfs I., den Beinamen der Ältere. Rudolf II. war ein jüngerer Bruder des Markgrafen Hermann VII. Aus den Quellen ist nicht klar ersichtlich, ob er mit seinem Bruder nach dem Tod des Vaters (1288) gemeinsam regiert hat.
Rudolf II. heiratete Adelheid von Ochsenstein, Witwe eines Grafen von Strassberg. Aus erster Ehe hatte Adelheid einen Sohn und zwei Töchter, deren eine, Gertrud, die Gemahlin Rudolf’s III. wurde.